# Università nazionale accademia Mogila di Kiev
L'Università nazionale - Accademia Mogila di Kiev (in ucraino Національний університет «Києво-Могилянська академія, НаУКМА?, Nacional'nyj universytet Kyjevo-Mohyljans'ka akademija, NaUKMA) è un istituto universitario di Kiev, in Ucraina.
Fondata nel 1632 da Petro Mohyla, metropolita di Kiev e della Galizia, è la più antica università ucraina e una delle più antiche dell'Europa orientale.